# Deutsche Volleyball-Bundesliga 1978/79 (Männer)
Die Saison 1978/79 der Volleyball-Bundesliga war die fünfte Ausgabe dieses Wettbewerbs. Der TuS 04 Leverkusen wurde Deutscher Meister. Hamburg und Siegen mussten absteigen.

## Mannschaften
In dieser Saison spielten folgende acht Mannschaften in der Bundesliga:
- SSF Bonn
- TSV Bonn
- Hamburger SV
- TuS 04 Leverkusen
- TSV 1860 München
- VBC Paderborn
- CVJM Siegen
- TuS Stuttgart

Aufsteiger aus der 2. Bundesliga waren die TSV Bonn und CVJM Siegen (Nord) sowie der TuS Stuttgart (Süd).

## Ergebnisse
Erstmals wurden die Mannschaften nach der Hauptrunde in eine Meister- und eine Abstiegsrunde mit jeweils vier Teilnehmern aufgeteilt.

### Hauptrunde
|    | Verein        | Punkte | Sätze |
| -- | ------------- | ------ | ----- |
| 1. | Paderborn     | 24:4   | 39:14 |
| 2. | München (M,P) | 22:6   | 35:17 |
| 3. | Leverkusen    | 22:6   | 36:17 |
| 4. | SSF Bonn      | 12:16  | 25:27 |
| 5. | Stuttgart (N) | 12:16  | 24:32 |
| 6. | TSV Bonn (N)  | 10:18  | 24:34 |
| 7. | Hamburg       | 6:22   | 20:35 |
| 8. | Siegen (N)    | 4:24   | 12:39 |

### Meisterrunde
|    | Verein        | Punkte | Sätze |
| -- | ------------- | ------ | ----- |
| 1. | Leverkusen    | 32:8   | 50:27 |
| 2. | Paderborn     | 26:14  | 48:30 |
| 3. | München (M,P) | 26:14  | 48:30 |
| 4. | SSF Bonn      | 20:20  | 38:37 |

### Abstiegsrunde
|    | Verein        | Punkte | Sätze |
| -- | ------------- | ------ | ----- |
| 5. | TSV Bonn      | 20:20  | 40:38 |
| 6. | Stuttgart (N) | 18:22  | 33:42 |
| 7. | Hamburg (N)   | 12:28  | 33:45 |
| 8. | Siegen (N)    | 6:34   | 16:56 |

|     | Absteiger in die 2. Bundesliga   |
| (M) | Meister der Vorsaison            |
| (P) | Pokalsieger der Vorsaison        |
| (N) | Aufsteiger aus der 2. Bundesliga |